# Andrzej Barcikowski
Andrzej Barcikowski (ur. 27 kwietnia 1955 w Warszawie) – polski urzędnik państwowy i polityk, szef Urzędu Ochrony Państwa (2002) i Agencji Bezpieczeństwa Wewnętrznego (2002–2005), wykładowca akademicki.

## Życiorys
Wnuk Wacława Barcikowskiego i syn Władysława Barcikowskiego. Absolwent II Liceum Ogólnokształcącego im. Stefana Batorego w Warszawie (1973). W 1977 ukończył studia politologiczne na Uniwersytecie Warszawskim, a w 1983 obronił pracę doktorską na macierzystej uczelni. W latach 1977–1983 pracował na Wydziale Dziennikarstwa i Nauk Politycznych UW.
Od grudnia 1985 do stycznia 1990 był zastępcą kierownika Wydziału Ideologicznego Komitetu Centralnego PZPR. Od 1990 przez cztery lata był zatrudniony w polskim oddziale brytyjskiego koncernu informatycznego ICL. W okresie 1995–1996 pełnił funkcję dyrektora biura rady nadzorczej Polskiego Banku Rozwoju.
W latach 1996–1997 zajmował stanowisko dyrektora generalnego w Urzędzie Rady Ministrów oraz szefa zespołu doradców premiera Włodzimierza Cimoszewicza. W 1997 był szefem Gabinetu Politycznego Prezesa Rady Ministrów. W latach 1998–2000 pracował na kierowniczych funkcjach w wydawnictwach Muza oraz Muza Edukacyjna. W 2001 objął stanowisko wicedyrektora departamentu organizacji w BRE Banku. Wszedł w skład kapituły godła promocyjnego „Teraz Polska”, a także w skład kolegium Urzędu Zamówień Publicznych.
Był członkiem komisji etyki Sojuszu Lewicy Demokratycznej. Od października 2001 do kwietnia 2002 zajmował stanowisko podsekretarza stanu w Ministerstwie Spraw Wewnętrznych i Administracji w rządzie Leszka Millera. Od kwietnia do czerwca 2002 sprawował urząd szefa Urzędu Ochrony Państwa. Następnie do 2005 był szefem Agencji Bezpieczeństwa Wewnętrznego.
Był dyrektorem biura monitoringu i zgodności w BRE Banku, zajmował się przeciwdziałaniem praniu pieniędzy i finansowaniu terroryzmu. Pozostawał członkiem rady konsultacyjnej Agencji Bezpieczeństwa Wewnętrznego (mianowany w 2008). W 2010 został dyrektorem Departamentu Ochrony Narodowego Banku Polskiego (przekształconego później w Departament Bezpieczeństwa). Pełnił tę funkcję do 2016, potem przeszedł na stanowisko zastępcy dyrektora tej jednostki.

## Odznaczenia
- Odznaka Honorowa imienia gen. Stefana Roweckiego „Grota” – 2011
- Odznaka honorowa „Za zasługi dla bankowości Rzeczypospolitej Polskiej” – 2016[6]